# As-Samu
As-Samu (àrab: السموع, as-Samūʿ) és una ciutat palestina de la governació d'Hebron, a Cisjordània, situada 12 quilòmetres al sud d'Hebron i 60 kilòmetres al sud-oest de Jerusalem. Segons l'Oficina Central Palestina d'Estadístiques tenia 25.949 habitants el 2016. Es troba a una zona rocosa i accidentada tallada per alguns wadis. La línia de demarcació d'armistici (ADL, Línia verda) s'estén generalment d'est a oest aproximadament a cinc quilòmetres al sud de Samu. El poble de Samu està situat en uns turons bessons amb un wadi que varia segons la profunditat.

## Història
Durant els períodes romà i romà d'Orient, Eshtemoa fou descrita com una gran vila jueva.
El Talmud de Jerusalem menciona a Eshtemoa un amora actiu a la vila durant el segle iv amb el nom de Hasa d'Eshtemoa. Eusebi de Cesarea (segle iv) descriu Eshtemoa L' Onomasticon com una vila jueva al 'Daroma', al nord d'Aniam, a la regió d'Eleutheròpolis (Bet Guvrin).
El que abans es va identificar per ser part d'una torre dels croats del segle xii va ser una sinagoga del segle iv, que es va convertir en una mesquita durant el regnat de Saladí, segons la tradició.

### Època otomana
As-Samu va ser incorporat a l'Imperi Otomà en 1517, i en el cens de 1596, el poble va aparèixer dins la nàhiya de Halil, al liwà d'al-Quds. Tenia una població de 16 llars, totes musulmanes. Pagaven una taxa impositiva fixa del 33,3% en productes agrícoles, inclosos el blat, l'ordi, les vinyes i els fruiters, a més d'ingressos ocasionals, cabres i abelles; un total de 3.000 akçe.
En 1838, Edward Robinson identificà la vila de Semua amb l'Eshtemoa bíblica. Va descriure As-Samu com una vila «considerable […] plena de ramats tot en bon estat.» També va trobar restes de murs construïts amb pedres molt grans, algunes de les quals eren de més de 10 peus de llarg. En 1863 l'explorador francès Victor Guérin va visitar el lloc. Una llista de pobles otomans de l'any 1870 va trobar que Samu tenia 298 habitants, en 77 cases, tot i que el nombre de població només incloïa homes.
En 1883, el Fons per a l'Exploració de Palestina va descriure as-Samu en el seu Survey of Western Palestine com «un poble de grandària moderada, elevat. Al nord s'hi troba una vall oberta, i els edificis moderns s'estenen al llarg d'un estribó que queda a l'oest de la conca. El sòl és rocós a les muntanyes, però les valls són cultivables. Hi ha restes d'un antic castell del poble, i d'altres fragments. Es diu que hi va haver una església, i les ruïnes cap a l'oest mostren que la ciutat havia estat més gran. Al sud hi ha oliveres. Al nord hi ha tombes tallades a la roca al vessant del turó; el subministrament d'aigua prové de les cisternes. Els habitants sumen entre 400 i 500 ànimes.»

### Mandat Britànic de Palestina
En el cens de Palestina de 1922, dut a terme per les autoritats del Mandat Britànic, as-Samu tenia una població totalment musulmana de 1.600 habitants. En el cens de Palestina de 1931, As-Samu, junt amb Khirbat al-Simia i Kh. Rafat tenia una població total de 1.882 musulmans en 372 cases.
En 1934 s'hi van trobar les restes d'una antiga sinagoga que fou excavada en 1969 per Ze'ev Yeivin.
En el cens de 1945 la població d'As-Samu era de 2.520 musulmans, que posseïen 138,872 dúnams de terra segons una enquesta oficial de terra i població 30 dúnams eren plantacions i regadiu, 40,398 per a cereals, mentre 165 dúnams eren sòl edificat.

### Ocupació jordana
Després de la Guerra araboisraeliana de 1948 i els acords d'armistici de 1949, as-Samu va quedar sota un règim d'ocupació jordana. El 1966 Israel va llançar una operació militar a gran escala contra la ciutat, que va provocar la mort de quinze soldats jordans i tres civils jordans; uns altres cinquanta soldats van resultar ferits. Els vilatans van sofrir 3 civils morts i 96 ferits. Segons David Dean Shulman, els vilatans no estaven connectats amb l'incident que va provocar la represàlia. Gran part del poble va ser destruït. El comandant del batalló de paracaigudistes israelians, el coronel Yoav Shaham, va morir i deu soldats israelians van resultar ferits.
Des de la Guerra dels Sis Dies en 1967, as-Samu ha romàs sota ocupació israeliana. La població segons el cens elaborat per les autoritats israelianes en 1967 era de 3.784 habitants.
Es va informar el 2005 que 10.000 dúnams de terra a les ciutats d'As Samu, Yatta i ad-Dhahiriya prop d'Hebron havien de ser confiscats per les Forces de Defensa d'Israel per a la construcció del mur de separació. Fonts palestines han han al·legat que la violència dels colons israelians dels assentaments propers de Ma'on i Asa'el els ha impedit accedir a llurs seus camps.

## Cultura
Una lligadura o barret moneda (wuqayat al-darahem) d'as-Samu (c.1840, amb afegits posteriors) s'exhibeix al Museu Britànic. El títol assenyala que la lligadura es va usar al segle xix i principis del segle xx durant la cerimònia del casament, especialment per a la cerimònia de "sortir al pou" quan la núvia apareixia públicament com a dona casada per primera vegada. En general, la lligadura es considerava una de les parts més importants de la indumentària palestina.